# Angelo Scalzone
Angelo Scalzone (n. 2 ianuarie 1931, Casal di Principe, Campania, Italia – d. 29 aprilie 1987, Villejuif, Île-de-France, Franța) a fost un trăgător de tir ce a reprezentat Italia, medaliat olimpic. A participat la o ediție a Jocurilor Olimpice (1972) în care a câștigat o medalie de aur.

## Participări
Lista de mai jos prezintă principalele competiții la care a participat Angelo Scalzone de-a lungul carierei.
- shooting at the 1972 Summer Olympics – mixed trap[*]